# Таэр, Тимофей Семёнович
Тимофей Семёнович Таэр (настоящая фамилия Семёнов, чув. Тайӑр Тимкки) (15 [27] января 1889, Кошки-Шемякино — 8 декабря 1917, неизвестно) — чувашский поэт, переводчик.

## Биография
Родился в бедной чувашской крестьянской семье. Отец будущего поэта — Та́эр Симу́не (чув. Тайӑр Çимунӗ) — всю свою жизнь подрабатывавший в хозяйствах зажиточных жителей деревни, ушёл из жизни, когда Тимофею было всего два года. Через семь лет умирает и мать. Сироту берёт на воспитание крестьянин Тихон Васильев из деревни Чувашское Пимурзино. 
Тихон, ведавший письменными делами мелкого чиновника из села Бюрганы и желавший обучить своего пасынка грамоте, в 1898 году отправляет пасынка на учёбу в начальную школу, но уже в следующем году умирает. Т. С. Семёнову приходилось жить у своих родственников и знакомых.
Во время учёбы в четвёртом классе его принимает в семью поп Белозёрский, желавший, чтобы мальчик продолжил его дело. В 1902 году он поступает в двухклассную школу, однако вскоре попадает в список исключённых из-за своего нежелания получить церковное образование. В 1903 году Таэр Тимкки попадает в Симбирскую чувашскую школу, где два года проучится за одной партой с Константином Ивановым. В 1905 году он переходит в первый класс для подготовки будущих учителей, но по неизвестной причине педагогический совет принимает решение отчислить его (по одной версии — из-за его бедности, по другой — опасаясь влияния его революционных убеждений на остальных учеников школы. После этого поэт переезжает в Казань — к Н. В. Никольскому, в типографии у которого работает наборщиком. Примерно в эти же годы устанавливает контакты с Казанским комитетом РСДРП. Начинает печататься в самих первых выпусках чувашской газеты «Хыпар». Вместе с другим активным сторонником революции М. Ф. Акимовым пишет и печатает памфлеты и статьи, направленные против царского режима.
31 мая 1907 года поэта арестовали и отправили в тюрьму, при обыске в его квартире были изъяты множество революционной литературы и рукописей. Там он пребывает несколько месяцев, и только в ноябре его ссылают в Сибирь, город Нарым Томской губернии. В 1911 году Таэр Тимкки возвращается в родное село. В 1912 году он выезжает на Кавказ, где работает рабочим на железной дороге, параллельно занимаясь революционной агитацией и участием в рабочих забастовках. В конспирационных целях вынужден поехать на Донбасс, где устраивается на работу шахтёрами. В 1914 году на лето возвращается обратно на родину. После выезжает на Кавказ во второй раз, где ему приходится воевать против Турции. Но и на фронте — среди солдат — Таэр Тимкки продолжает заниматься агитированием. 5 июля 1916 года отправляет своё последнее письмо на родину, адресованное родственникам в селе Старые Мертли. Доподлинно неизвестно, где и при каких обстоятельствах поэт и один из основателей чувашской журналистики погиб.

## Творчество
Таэр Тимкки писал свои произведения и в стихах, и в прозе, но из-за стилистической схожести их трудно отнести к определённому жанру.
В новеллах 1906 года «Çутта тухасчĕ» (Выйти бы к свету) и «Пурнăç çути» (Свет жизни) проявляется склонность поэта к публицистике, усматривается влияние творчества русских писателей Максима Горького и В. Г. Короленко. В рассказах «Эрех сиенĕ» (Вред алкоголя) и «Выçлăх çул» (Голодный год) автор описывает обычную жизнь чувашской деревни, рассуждает о пагубном влиянии алкоголя, о необходимости стремиться к просвещению и образованию, о социальном неравенстве. В последнем произведении критик и литературовед Ю. М. Артемьев видит влияние учения толстовства. В стихотворении «Çăлăнăç» (Спасение) говорится о конечной победе Добра над Злом, о спасении человека путём полезной работы, праведной жизни и сохранения лучших своих качеств. 
Укрепление революционных взглядов поэта подтверждает стихотворение «Чаплă вилĕм юрри» (Песня славной смерти), где впервые в его творчестве появляется полноценный революционный персонаж, который по сюжету будучи ведомым на казнь взывает к деятельности, политической и социальной активности своего народа. Другие стихи Таэр Тимкки на революционную тематику: «Шухăш» (Мысль), «Çĕнĕ çул» (Новый год), «Вăхăт çитрĕ» (Пришло время), «Хресчен, вăран ыйхăран...» (Крестьянин, пробуждайся ото сна...). 
В стихотворении «Çынна ырлăх тăвасшăн...» Таэр Тимкки обличает ту часть чувашской интеллигенции, которая, получивши образование, не стремится к просвещению своего родного народа. Поэт через одного из своих героев передаёт эту мысль: «Зачем вообще жить, если не понимать чаяний и бед родного народа, если не мочь облегчить его участь». Он считает, что посильная помощь своему народу, содействие его культурному развитию — священный долг каждого. Перу поэта принадлежит и ряд лирических стихотворений, но и в них, используя распространённый в чувашском фольклоре приём параллелизма, он не отрывается от социальных, общечеловеческих тем: «Каçхи сасă» (Ночной голос), «Каш-каш вăрман сасси илтĕнет..» (Слышится как шумит лес...) и др. 
Одно из немногих стихотворений Таэр Тимкки в жанре любовной лирики — «Улька, сана асăнса...» (Улька, вспоминая о тебе...), где он передаёт грусть лирического героя, тоскующего по ушедшему детству, по ушедшему счастью двух влюблённых, по образу своей любимой. В целом, для поэта характерны произведения в жанре гражданской лирики. 
Перевёл на чувашский язык «Интернационал», «Варшавянку», «Крестьянскую песню», «Рабочая марсельеза» и другие песни и литературные тексты с русского языка.

## Память
- улица Таэра Тимки в городе Чебоксары;
- поэма «Таэр» под авторством чувашского поэта Васьлея Митты[6].